# Euphorbia graminifolia
Euphorbia graminifolia är en törelväxtart som beskrevs av Dominique Villars. Euphorbia graminifolia ingår i släktet törlar, och familjen törelväxter. Inga underarter finns listade i Catalogue of Life.